# Омагьосаният император
„Омагьосаният император“ (на английски: The Emperor's New Groove) е американски анимационен филм от 2000 г., продуциран от Уолт Дисни Фичър Анимейшън и е разпространен от Уолт Дисни Пикчърс. Това е 40-ият филм на студиото, режисиран от Марк Диндъл, по сценарий на Дейвид Рейнолдс и по сюжета на Крис Уилямс и Диндъл. Озвучаващия състав се състои от Дейвид Спейд, Джон Гудман, Ърта Кит, Патрик Уорбъртън и Уенди Малик.
Филмът е пуснат по кината в Съединените щати на 15 декември 2000 г. Той е номиниран за Оскар в категорията за „Най-добра песен“ — My Funny Friend and I, изпълнен от Стинг. Филмът получава предимно положителни рецензии от филмовите критици.
Филмът е последван от продължението „Омагьосаният император 2: Новите приключения на Кронк“ (2005) и телевизионния сериал „Новото училище на императора“ (2005-2008).

## Сюжет
Внимание:  Текстът по-долу разкрива сюжета на произведението (или части от него)!
Куско – младият, егоистичен и самовлюбен император на инките, информира старейшината на селото Пача, че ще си построи на мястото, където живее Пача огромна къща „Кузкотопия“, като подарък за 18-ия си рожден ден. Пача се опитва да протестира, но бива изхвърлен от двореца.
В това време съветничката на императора Изма иска да отмъсти на Куско за безпощадното ѝ уволнение и мечтае да стане императрица. Тя убеждава приятеля си Кронк да отрови императора по време на прощална вечеря. Но Кронк обърква отварата и вместо това Куско се превръща в лама.
След като Куско изпада в безсъзнание Изма нарежда на Кронк да се отърве от него, но заради угризенията на съвестта Кронк губи Куско. Куско се озовава в селото на Пача, обвинява Пача, че той го е отвлякъл и настоява да го върне в двореца. Пача отказва да го направи, освен ако Куско построи двореца си на друго място, но Куско му казва, че сам ще намери пътя до двореца. Свърша заобиколен от глутница ягуари, но Пача го спасява. През това време Изма поема командването на нацията, но когато Кронк ѝ казва, че не е убил Куско, двамата започват да търсят местните села за Куско.
Куско се съгласява с искането на Пача и той го води до двореца. По пътя те спират на крайпътна закусвалня и Изма и Кронк идват малко след това. Пача подочува Изма, която дискутира плана им за убийството на Куско, и се опитва да го предупреди. Куско, който мисли, че Изма е лоялна, смъмря Пача и се връща при Изма, но чува Изма и Кронк да говорят за това как ще го намерят, за да го убият, и че и без това не липсва на никого. Куско осъзнава, че Пача е бил прав, но когато той се връща, вижда че Пача си е заминал. След разкаянието си Куско прекарва нощта сам в джунглата, по-късно Пача му прощава и двамата се съюзяват. Те се състезават обратно до двореца с Изма и Кронк, които ги преследват, въпреки малкото препятствие от семейството на Пача, но после са ударени от мълния и падат в пропастта.
Куско и Пача пристигат в лабораторията на Изма, но виждат, че Изма и Кронк са вече там. Кронк сменя страната, след като Изма обижда готварските му умения и пада от един капак. Изма призовава дворцовите пазачи, което принуждава Куско и Пача да вземат всичките трансформиращи отвари, които могат и побягват. След като изпробват няколко формули, които трансформират Куско в различни животни и после обратно в лама, те избягват стражите (но не и Изма) и виждат, че им остават само още две шишенца. Изма без да иска стъпва на едно от двете и се трансформира в малко котенце. Тя почти успява да достигне антидота, но това се осуетява от Кронк, който се появява неочаквано. Куско се превръща в човек и построява малка лятна кабина на хълма до къщата на Пача, по покана на селянина. Междувременно Кронк става скаут лидер и Изма (която е все още котенце) е принудена да бъде член на групата.

## Актьорски състав
| Изпълнител       | Роля                                                 |
| ---------------- | ---------------------------------------------------- |
| Дейвид Спейд     | Император Куско                                      |
| Джон Гудмън      | Пача                                                 |
| Ърта Кит         | Изма                                                 |
| Патрик Уорбъртън | Кронк                                                |
| Уенди Малик      | Чича, съпруга на Пача                                |
| Келиан Келсо     | Чака, дъщеря на Пача и Чича                          |
| Ели Ръсел Линец  | Типо, син на Пача и Чича                             |
| Боб Бъргън       | Катерицата Бъки                                      |
| Том Джоунс       | Певецът на Куско                                     |
| Пати Дойч        | Сервитьорката Мата                                   |
| Джон Фидлър      | Руди                                                 |
| Джес Харнел      | Стражът, изхвърлил Руди през прозореца Други гласове |

## Интересни факти
- Ако се вгледате внимателно, ще видите че Изма напомня за Круела де Вил от Сто и един далматинци.
- Бюджет на филма: $100 000 000, в САЩ: $89 302 687, в света: $80 025 000.
- За да заснемат живота на жителите в Южна Америка, творческият екип на филма пътувал до Перу през 1996 година, за да уловят най-артистичните и културни съкровища на древните инки. По време на 10-дневното пътуване, те посетили забележителности, като планинския град Мачу Пикчу и древния град Куско. Също така отишли и на пасища, стръмни склонове и големи скали с помощта на военни хеликоптери.
- Продуцентът Ранди Фулър признава, че когато представители на Дисни първата версия, те не го харесали и им поставили ултиматум – да направят римейк за две седмици или няма да го излъчат. Премиерата на 15 декември има малко общо с първоначалния вариант.
- „Омагьосаният император“ първоначално е кръстен „Деца на Слънцето“, после „Империята на Слънцето“.
- Почти всички сцени на филма се извършват в град Куско, Перу.
- Дейвид Спейд и Уенди Малик, които съответно озвучават Куско и Чича (съпругата на Пача), също участват в американския ситком „Само за снимка“.
- Дейвид Спейд и Патрик Уорбъртън, които съответно озвучават Куско и Кронк, също участват в американския ситком „Обвързани“.

## В България
В България филмът е пуснат по кината на 30 март 2001 г. от Съни Филмс Ентъртеймънт.
През декември 2001 г. е издаден на VHS от Александра Видео.

### Синхронен дублаж
| Роля               | Изпълнител |
| ------------------ | --- |
| Куско              | Александър Воронов |
| Пача               | Иван Петрушинов |
| Изма               | Ива Апостолова |
| Кронк              | Мариан Маринов |
| Чича               | Светлана Смолева |
| Чака               | Беатрис Сотильо |
| Типо               | Бранимир Миладинов |
| Руди               | Калин Арсов |
| Певецът на Куско   | Атанас Пенев |
| Сервитьорката Мата | Ася Братанова |
| Други гласове      | Елена Саръиванова Георги Георгиев-Гого Георги Тодоров Ива Мандичева Иван Райков Магдалена Митева Слав Новаков Велизар Софранов |
| Хор                | Антоанета Георгиева Атанас Сребрев Богомил Спиров Десислава Иванова Орлин Павлов Ралица Димитрова                              |

| Песен          | Изпълнител   |
| -------------- | ------------ |
| Съвършенството | Атанас Пенев |

| Обработка                                     | Александра Аудио (2001)               |
| --------------------------------------------- | ------------------------------------- |
| Режисьор на дублажа                           | Елена Саръиванова                     |
| Преводач Творчески ръководител                | Венета Янкова                         |
| Български текст на песните Музикален режисьор | Десислава Софранова                   |
| Тонрежисьори на записа                        | Виктор Стоянов Петър Костов           |
| Продуцент на българската версия               | Disney Character Voices International |